# Résolution 229 du Conseil de sécurité des Nations unies
Membres permanents
- Chine (Taïwan)
- États-Unis
- France
- Royaume-Uni
- URSS

Membres non permanents
- Argentine
- Bulgarie
- Jordanie
- Japon
- Mali
- Pays-Bas
- Nigeria
- Nouvelle-Zélande
- Ouganda
- Uruguay

Résolution no 228 Résolution no 230
La Résolution 229  est une résolution du Conseil de sécurité des Nations unies adoptée le 2 décembre 1966, dans sa 1329e séance, après une réunion à huis clos, le Conseil, conscient des qualités éprouvées et du sens élevé du devoir de U Thant, et croire que sa réélection ne serait plus propice pour les intérêts et les objectifs plus grandes de l'Organisation, a recommandé la nomination de U Thant pour un autre mandat en tant que Secrétaire général.

## Vote
La résolution a été approuvée sans vote.

## Texte
- Résolution 229 Sur fr.wikisource.org
- Résolution 229 Sur en.wikisource.org